# Sankt Pauls kyrka, Lund
Sankt Pauls kyrka, eller i den danska namnformen Sankt Povls kyrka, var en medeltida kyrka från 1100-talet i Lund. 
Kyrkan, som var helgad åt aposteln Sankt Paulus, låg någonstans under östra delen av de centrala delarna av Akademiska Föreningens byggnad. Den hade troligen ett långsmalt långhus och kvadratiskt kor. 
Sankt Pauls kyrka nämns i en skriftlig källa första gången 1285. Den 20 augusti 1299 upprättade kanikprästen Kristian i Lund sitt testamente, i vilket han föreskrev bland annat, att ett belopp skulle gå till Sankt Pauls kyrka i Lund.
När Akademiska Föreningens byggnad, AF-borgen, byggdes till norrut 1909, med bland annat sitt runda torn, hittades gravar på kyrkogården som omgav kyrkan. Ytterligare gravar hittades 1947, då en oljetank skulle grävas ner. De äldsta funna gravarna har daterats till 1100-talet. År 2006 gjordes det grävningsarbeten för att dra ledningar, och då hittades en mindre del av kyrkans grundmurar.